# Église Saint-Procule

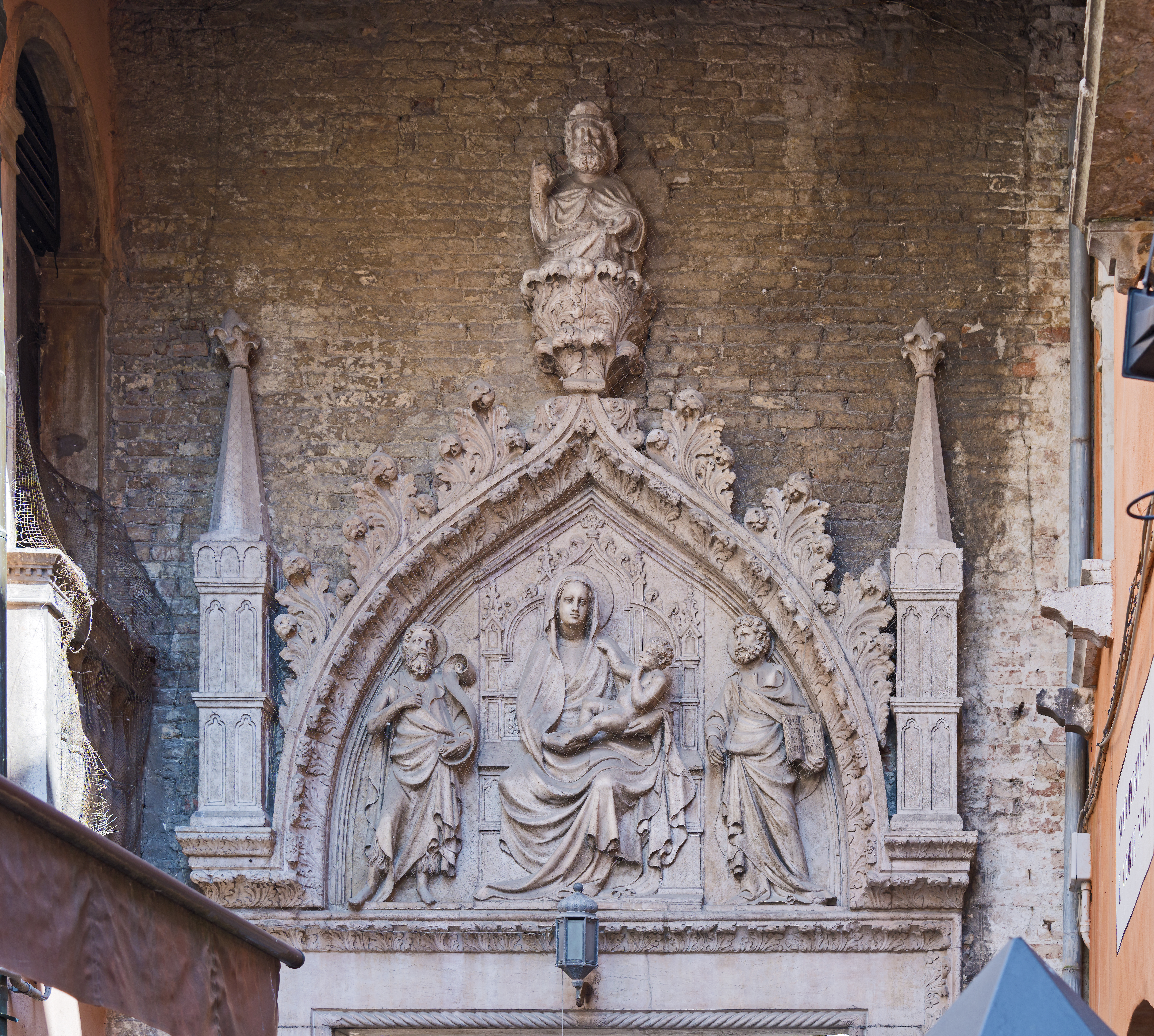
Le porche de San Provolo par Bartolomeo Bon

L'église San Procolo (vulg. San Provolo) fut une église catholique de Venise, en Italie.

## Localisation
L'église fut située dans le sestiere de Castello, près du Rio de San Provolo; il en subsiste le souvenir avec l'actuel campo San Provolo.

## Historique
L'église de San Procolo (vulg. San Provolo) fut fondée par Angelo Participazio en 809 et son monastère en 814.  Elle était sous le patronage des religieuses de San Zaccaria qui y avaient transféré en 830, le soin des âmes, en y déléguant deux chapelains. 
Le grand incendie de 1107 dévora aussi cette église. 
En 1389, quelques restaurations eurent lieu et en 1646 une reconstruction modeste sur plan par les moines de San Zaccaria. 
Fermée en 1808, elle fut convertie en 1814 en habitation privée, avec le N° 4704. Seul le porche de l'église persiste à l'entrée de la Contrata San Provolo.